# Daseinstein
Daseinstein (Eigenschreibweise: daseinstein) ist ein 2009 eröffnetes Einkaufszentrum an der Kreuzung der Einsteinstraße mit dem Leuchtenbergring im Ortsteil München-Haidhausen. Mit insgesamt 18.000 m² Verkaufsfläche ist „Daseinstein“ vor der Hofstatt und den Fünf Höfen das größte Münchner Einkaufszentrum innerhalb des Mittleren Rings.
Ankermieter des Einkaufszentrums ist die europäische Elektronik-Fachmarktkette Media-Saturn, die dort ihre sich über drei Geschosse erstreckende nach eigenen Angaben größte Filiale mit 10.000 m² Verkaufsfläche und einem Verkaufssortiment von rund 100.000 Produkten betreibt. Weitere Hauptmieter sind ein 4.000 m² großes Studio von Fitness First, ein Edeka-Markt mit 2.400 m², sowie ein 1.000 m² großer „Food-Court“. In den 5.000 m² Büroflächen im Haus befinden sich u. a. seit 2014 eine auf psychosomatische Therapie spezialisierte Tagesklinik der Schön Kliniken sowie seit März 2015 ein zahnärztliches Behandlungszentrum mit angegliedertem Zahntechniklabor. Ein zuvor dort angesiedeltes Facharztzentrum war 2013 insolvenzbedingt geschlossen worden.
Die Eröffnung des Einkaufszentrums am 14. Mai 2009 wurde terminlich zwar auch mit dem dreißigjährigen Jubiläum der Fachmarktkette Media-Markt beworben. De-facto war der erste Media-Markt aber erst am 24. November 1979 im Münchner Euro-Industriepark eröffnet worden. Bereits vor der Eröffnung morgens um sechs Uhr hatten sich lange Schlangen vor den Eingangstüren gebildet, Sicherheitskräfte und Polizisten sicherten das Gebäude gegen den erwarteten Massenansturm. 200 bundesweit zusammengezogene Mitarbeiter unterstützten am Eröffnungstag die Stammbelegschaft von 130 Mitarbeitern.
Vor der Eröffnung unter dem Namen „Daseinstein“ im Mai 2009 war das zuvor als „Stahlgruber-Center“ bekannte Einkaufszentrum eineinhalb Jahre lang durch Pramerica Real Estate und Cells Bauwelt umgebaut worden. Der Media-Markt war auch damals bereits Ankermieter, allerdings mit einer Fläche von nur 3.000 m². Im Rahmen des Umbaus wurden ¾ der Bestandsgebäude abgerissen sowie die S-Bahn-Station verlegt.
Anfang 2018 wurde die Verkaufsfläche um ein 8.000 m² großes Fachgeschäft von Zweirad-Center Stadler im Nachbargebäude ergänzt.
Obwohl das zum Einkaufszentrum zugehörige Parkhaus mit insgesamt 437 Stellplätzen nach Betreiberangaben nur zu 30 % ausgelastet ist, führt das Einkaufszentrum insbesondere samstags zu Engpässen bezüglich Parkplätzen in dessen Umgebung.
Anfang 2016 kaufte ein Konsortium aus dem dänischen Kirkbi Invest und dem Münchner Projektentwickler Cells Bauwelt das Einkaufszentrum.

## Verkehrsanbindung
Das Einkaufszentrum ist über den S-Bahnhof Leuchtenbergring und die Tram-Linie 19 angebunden. Es halten dort auch der Expressbus X30, der Metrobus 59, der Stadtbus 149 und der Regionalbus 9410 sowie der Nachtbus N74.
Für den Individualverkehr ist das Einkaufszentrum über den Mittleren Ring Ost sowie die Bundesautobahn 94 erreichbar.

## Trivia
Durch den größten Media-Markt als Ankermieter ist das Einkaufszentrum gelegentlich wegen Testkäufen in der Presse zu finden. So hatte der Fachmarkt z. B. zum Verkaufsstart des iPhone 7 im September 2016 vom Hersteller statt bestellter 2.000 Exemplare nur 8 Exemplare zugesagt bekommen. 2013 drehte ProSieben für seine Sendung Galileo einen 14-minütigen Beitrag in diesem Einkaufszentrum.
Regelmäßig sind Prominente wie z. B. der chinesische Pianist Lang Lang, Wrestler Zack Ryder, und Kofi Kingston, Kabarettist Harry G, Eishockeyclub EHC Red Bull, Rapper Kool Savas, die Girlgroup LaVive, Schlagersänger Semino Rossi, die finnische Rockband Sunrise Avenue, Daniel Küblböck, u. a. für Autogrammstunden im Einkaufszentrum zu finden.